# Cruel Youth
Cruel Youth es una agrupación liderada por Teddy Sinclair, quien previamente grabó dos álbumes en solitario bajo el nombre Natalia Kills.
En 2016, Sinclair comenzó la banda con su esposo, Willy Moon. El primer álbum EP, +30mg, fue lanzado el 16 de septiembre de 2016.

## Antecedentes
Sinclair tuvo una carrera en solitario de menor éxito bajo el nombre Natalia Kills'. Durante este tiempo, Sinclair firmó con Cherrytree Records y grabó dos álbumes bajo el sello Interscope Geffen A&M Records. En 2015, Sinclair y su esposo Willy Moon fueron jurados y mentores en la segunda temporada de la The X Factor (Australia) de The X Factor. Fueron mentores en las categorias Boys y Groups, respectivamente. Durante el primer show en vivo, en un escandalo altamente publicitado, los dos hicieron comentarios mordaces hacia el participante Joe Irvine. El par fue despedido del concurso al día siguiente. 
Ellos regresaron a casa en Nueva York, donde formaron una agrupación y resurgieron como "Cruel Youth" en febrero de 2016.

## Discografía
EP's
- 2016: +30mg